# Svätý Kríž

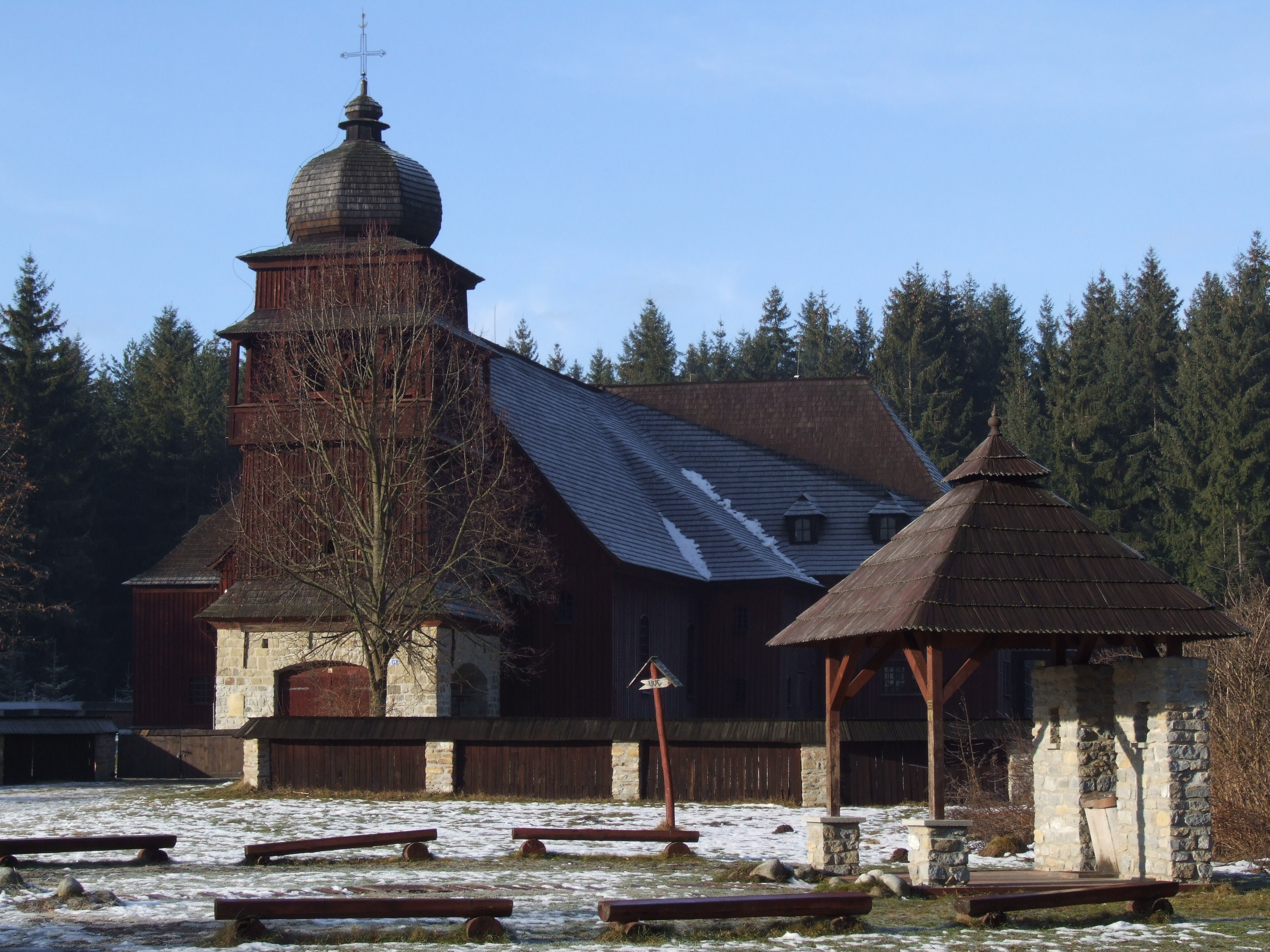
Svätý Kríž

Svätý Kríž (Hongaars: Szentkereszt) is een Slowaakse gemeente in de regio Žilina, en maakt deel uit van het district Liptovský Mikuláš.
Svätý Kríž telt 829 inwoners.